# Ableton Live
Az Ableton Live egy loop alapú szekvenszer szoftver és DAW (Digital Audio Workstation, vagyis számítógép alapú hangutómunka szoftver vagy komplett rendszer), Mac OS és Windows operációs rendszerekre. A LIVE legutóbbi, 10-es verziója 2017 november 2-án jelent meg, de csak 2018 elejétől lett elérhető a felhasználók számára. Más szoftver szekvenszerekkel ellentétben a Live-ot mind élő fellépésekhez használható hangszernek, mind zeneszerzésre és hangszerelésre alkalmas eszköznek tervezték. Mivel beatmatching, crossfading és egyéb, lemezjátszók által használt effektek egész sorát kínálja, és azon zenei alkalmazások egyike amely először volt képes a dalok automatikus ütemegyeztetésre (beatmatch), a DJ-k is nagy előszeretettel használják a trackek keverésére. Nem támogatja a hagyományos kottaszerkesztést.

## Történet
Az Ableton Live-ot C++-ban írták, és az első verziót, mint kereskedelmi szoftvert, 2001-ben adták ki. Tévhit, hogy Max/MSP-ben fejlesztették, habár a Max/MSP-t használták néhány audió eszköz modellezésére. A német "Ableton AG" céget Gerhard Behles (CEO), volt Monolake tag, és Bernd Roggendorf (CTO), az eredeti alapítók, valamint Jan Bohl (COO/CFO) vezeti.
| Verzió   | Dátum                |
| -------- | -------------------- |
| Live 1   | 2001. október 30.    |
| Live 1.5 | 2002. április 28.    |
| Live 2   | 2002. december 22.   |
| Live 2.1 | 2003. július 24.     |
| Live 3   | 2003. október 10.    |
| Live 4   | 2004. július 28.     |
| Live 5   | 2005. július 24.     |
| Live 5.2 | 2006. április 10.    |
| Live 6   | 2006. szeptember 26. |
| Live 7   | 2007. november 29.   |
| Live 8   | 2009. április 2.     |
| Live 8.2 | 2010. szeptember 22. |
| Live 8.3 | 2012. április 2.     |
| Live 9   | 2013. március 5.     |
| Live 9.1 | 2013. november 20.   |
| Live 9.2 | 2015. június 29.     |
| Live 10  | 2017. november 2.    |

## Jellemzők
A Live legtöbb felületét úgy tervezték, hogy mind élő fellépésre, mind zeneszerkesztésre alkalmas legyen. Mint ilyen, a felülete kompaktabb mint más szekvenszereké, valamint egy képernyős használatra tervezett.A 9.1-es verziótól támogatott a dual monitor használata. Kevés felugró- vagy párbeszéd ablakot alkalmaztak. A kezelőfelület bizonyos részei rejtettek és csak a kis nyilakra kattintva jelennek meg, vagy tűnnek el (pld. a hangszer/effekt lista vagy a segítség doboz).

## Nézetek
A Live-nak két arca van: a dalszerző feladatokra kitalált Arrangement és az élő játékra használható Session ablak. A session nézet elsősorban MIDI és audio clip-ek rendezésére és triggerelésére használható. Ezeket a clip-eket ún. scenekbe lehet rendezni amelyeket egy egységként lehet triggerelni (vezérlőjel, amely hatására elindul egy folyamat). Például a dob, basszus és gitár sávot egy darab scene-be lehet foglalni. Amikor egy következő scene-re lép, amely tartalmaz egy synth-basszust, az előadó betriggereli a scene-t, ezzel aktiválva az abban található clip-eket. A Live 6-osban megjelentek az eszköz rack-ek, amelyek a felhasználónak lehetővé teszik a hangszerek és effektet csoportosítását, valamint azok vezérlőinek bemappelését.
A másik nézet, az Arrangement, amelyet a Session-ben lévő sávok rögzítésére használhatunk, de ugyanitt manipulálhatjuk azokat és effektjeiket. Használható manuális MIDI szekvenszálásra, ami a klasszikus zeneszerzőknek igazán kedvez. Ez a felület meglehetősen hasonlít a hagyományos szoftver szekvenszer eszközökhöz.
A clip-ek lehetnek audio hangminták vagy MIDI események (jelek). MIDI-vel triggerelhetjük a Live beépített hangszereit vagy egyéb gyártó VST hangszereit, de akár egy külső hardware-t is.

## Hangszerek

### Beépített hangszerek
Alapértelmezésben, a Live-ban két hangszer található: Impulse és Simpler.
Az Impulse egy hagyományos dob triggerelő hangszer amely lehetővé tesz egy nyolc hangból álló, különálló hangmintán alapuló dobkészletet. Számos effekt áll rendelkezésre, mint például az alap ekvalézer, attack, decay, pitch shift, stb. Az elkészült dobkészlettel ritmusokat hozhatunk létre a MIDI szekvenszer segítségével.
A Simpler viszonylag könnyen kezelhető sampling hangszer. Egy egyszerű hangmintát használ, egy pár egyszerű effektet, burkológörbét és timingot, valamint pitch transzformációt.
A Wavetable (Live 10-től) egy két oszcillátoros wavetable szintézisre alapuló virtuális szintetizátor, mely komplexebb hangzást tud nyújtani a felhasználók számára. Tartalmaz valós hangszerekből (pl. zongora) felvett mintákat, amikkel egy természetesebb, ugyanakkor átdolgozva egyedibb megszólalást tud biztosítani az alkotónak.

### Dedikált hardver hangszerek
Az AKAI Professional bejelentette az APC40 piacra dobását, amit kifejezetten az Ableton-nal történő felhasználásra terveztek. Ugyancsak most készült el az APC20 is, amelynek megjelenése 2010-ben várható. Habár nagyon sok Ableton-nal kompatibilis MIDI kontroller létezik, az Akai által tervezett eszközök alkalmasak igazán arra, hogy a virtuális felületet hardveres felületben megtestesítve, lehetővé tegyék a könnyebb és gördülékenyebb munkafolyamatot. A Novation Digital Music Systems létrehozta a "Launchpad"-ot, amit ugyancsak, kizárólag az Abletonnal történő felhasználásra terveztek.

### Egyéb eszközök
Számos egyéb, külön- vagy az Ableton Suite keretén belül megvásárolható hangszer létezik:
- Sampler – fejlett, nagy tudású sampler.
- Operator – FM szintetizátor
- Electric – elektronikus zongora
- Tension – fizikai modellezésű vonós szintetizátor
- Collision – fizikai modellezésű ütős szintetizátor
- Analog – analóg szintetizátor

Keveröpad launchpad mini X Pro
szimulátor
- Drum Machines – klasszikus dobgép-emulátorok gyűjteménye
- Session Drums – dobhangminták gyűjteménye
- Latin Percussion – latin ütős loopok gyűjteménye
- Essential Instruments Collection – akusztikus és elektromos hangszerek széles választékát nyújtó gyűjtemény
- Orchestral Instrument Collection – négy különböző zenekari hangkönyvtár gyűjteménye, amelyeket külön-külön vagy csomagban is megvásárolhatunk: zenekari vonósok, fúvósok, fafúvósok és ütősök. Ez a csomag nem része a Live Suite-nak.

## Effektek
A Live effektjei többnyire már ismertek a digitális jelfeldolgozás világában, de úgy alakították ki őket, hogy megfeleljenek a Live célközönségének, az elektronikus zenészeknek és DJ-knek, ezért nem kifejezetten alkalmasak más rögzítési feladatok ellátására, mint például egy gitárjáték rögzítésére.

### Audio effektek
| - Auto Filter - Auto Pan - Beat Repeat - Chorus - Compressor - Corpus | - Dynamic Tube - EQ Eight - EQ Three - Erosion - Filter Delay - Flanger | - Frequency Shifter - Gate - Grain Delay - Limiter - Looper - Multiband Dynamics | - Overdrive - Phaser - Ping Pong Delay - Redux - Resonators - Reverb | - Saturator - Simple Delay - Spectrum - Utility - Vinyl Distortion - Vocoder | A 10-es verziótól: - Echo - Drum Buss - Pedal - Megújult a Utility modul |

### MIDI effektek
| - Arpeggiator - Chord - Note Length - Pitch | - Random - Scale - Velocity |

A Live alkalmas VST pluginek fogadására, valamint a Macintosh verzióban Audio Unit plugin használatára is.

## Munka audio clip-ekkel
A fent említett hangszereken kívül a Live képes audio hangmintákkal dolgozni. Először egy automatikus ütem elemzést hajt végre, ami lehetővé teszi, hogy a Live loop-okba igazítsa a hangmintákat, feltérképezve azok ütemét, BPM-jét.  A Time Warp funkció segítségével az ütem pozíciókon változtathatunk vagy javíthatunk. Egy audio clip időzítése megváltoztatható warp marker-ek beszúrásával – pl. egy dobütés
(vagy bármilyen hang bármilyen része) elmozdítható (az audio clip-en belül), hogy pontosan egy ütemre, vagy ütemosztásra kerüljön.

## Burkológörbék
A Live-ban szinte minden paraméter automatizálható burkológörbék segítségével. Automatizálhatók a sáv effektjeinek paraméterei, a mixer paraméterek és
olyan paraméterek is, mint a sáv hangereje, panorámája, a transzponálás (audio clip-eknél), vagy a pitch bend (MIDI clip-eknél). MIDI clip-eknél automatizálhatod a mixer paramétereit (valamint az effekt send-ek jelszintjét), a szoftverhangszereket, és minden, a hangszer után lévő audio effektet.